# EgyptAir Express
EgyptAir Express fue una aerolínea regional con base en El Cairo, Egipto. Fue fundada en 2006 como filial de EgyptAir y comenzó a operar el 1 de junio de 2007.
Cesó sus operaciones el 4 de noviembre de 2019, al fusionarse con EgyptAir.
EgyptAir Express era miembro de Star Alliance a través de su compañía matriz, EgyptAir, con su entrada en julio de 2008.

## Historia
Se trata de una filial de EgyptAir, que fue creada para dar a los pasajeros la oportunidad de tener un mayor número de frecuencias en rutas nacionales y regionales utilizando aviones regionales.
El 4 de noviembre de 2019 se fusionó con su empresa matriz EgyptAir.

## Destinos
EgyptAir Express opera los siguientes destinos (en agosto de 2011):
- Egipto
  - Abu Simbel - Aeropuerto de Abu Simbel
  - Alejandría - Aeropuerto Internacional de Alejandría
  - Assiut - Aeropuerto de Assiut
  - Asuán - Aeropuerto Internacional de Asuán
  - Cairo - Aeropuerto Internacional de El Cairo [hub]
  - Hurghada - Aeropuerto Internacional de Hurghada
  - Luxor - Aeropuerto Internacional de Luxor
  - Marsa Alam - Aeropuerto de Marsa Alam 
  - Mersa Matruh - Aeropuerto de Mersa Matruh [en verano]
  - Puerto Saíd - Aeropuerto de Puerto Saíd
  - Sharm el-Sheikh - Aeropuerto Internacional de Sharm el-Sheikh
- Francia
  - París - Aeropuerto de París-Charles de Gaulle
- Grecia
  - Atenas - Aeropuerto Internacional de Atenas
- Hungría
  - Budapest - Aeropuerto de Budapest Ferihegy
- Líbano
  - Beirut - Aeropuerto Internacional de Beirut Rafic Hariri
- Malta
  - Luqa - Aeropuerto Internacional de Malta
- Arabia Saudita
  - Jeddah - Aeropuerto Internacional Rey Abdulaziz [en verano]

## Flota
La flota de EgyptAir Express consiste de los siguientes aviones, con una edad media de 7.5 años (en diciembre de 2019):
En febrero de 2008 durante el Singapore Airshow, la aerolínea convirtió seis operaciones por Embraer E-170 en pedidos en firme para ser entregados en 2009. Esto dotó a la aerolínea de 12 Embraers a mediados de 2009.